# Orthodox Anglican Church
Die Orthodox Anglican Church (OAC, dt. Orthodox-anglikanische Kirche) ist der amerikanische Zweig der Orthodox Anglican Communion. Aufgrund von Ähnlichkeiten in der Kirchenverfassung und Lehrmeinung wird sie gewöhnlich als Teil des Continuing Anglican Movement angesehen, auch wenn die Ursprünge der Kirche vor dem Beginn dieser Bewegung liegen und sie öffentlich die Continuing Anglican Churches kritisiert hatte, als diese sich in den späten 1970ern gründeten.

## Geschichte
1963 wurde sie als "Anglican Orthodox Church" gegründet. Die Gründer wollten eine konservative Low Church als Alternative zur Episcopal Church gründen. Die Apostolische Sukzession wurde erreicht durch die Weihe von James Parker Dees durch Bischöfe der Orthodoxen Kirchen und Altkatholischen Kirche.  
1999 vereinbarten Bischof Robert Godfrey einen engeren Anschluss an die Liturgieform der Continuing Anglican Churches und den Namenswechsel. Godfrey und sein Suffraganbischof Scott Earle McLaughlin unterzeichneten das Bartonville Agreement. Einige kirchliche Laien, die dem Gründerbischof nahestanden, und eine Minderheit der Geistlichkeit erwirkten daraufhin, dass das Kircheneigentum aufgeteilt wurde, und gründeten eine neue Denomination mit den ursprünglichen Grundsätzen und dem Namen „Anglican Orthodox Church“.
Am 30. April 2000 trat Bishop Godfrey in den Ruhestand und übergab seinem Suffragan McLaughlin die Leitung der Kirche.
2005 wurde der Name des Sprengels geändert von „Episcopal Orthodox Christian Archdiocese of America“ zu „Orthodox Anglican Church“.
2007 unterzeichnete McLaughlin auch ein Dokument der Interkommunion (Covenant of Intercommunion) zwischen der OAC und der Altkatholischen Kirche der Slowakei.  Diese Altkatholische Kirche hatte sich 2004 von der Utrechter Union getrennt, weil die Union die Frauenordination und die Segnung gleichgeschlechtlicher Paare befürwortete.
2012 erklärte Erzbischof McLaughlin seinen Rücktritt und nominierte Creighton Jones aus Myrtle Beach, South Carolina als seinen Nachfolger. Diese Nominierung wurde von der General Convention am 9. Juni 2012 bestätigt. Jones wurde  am 21. Juli 2012 in der Anglican Church of the Good Shepherd in Myrtle Beach als Presiding Bishop and Metropolitan Archbishop geweiht und eingesetzt.
2014 feierte die Kirche 50 Jahre Selbstständigkeit und ihre Anerkennung durch den Staat North Carolina. Bald darauf (am 16. November 2014) erklärte Archbishop Jones seinen Rücktritt und nominierte Thomas Gordon als seinen Nachfolger. Am 18. April 2015 wurde eine außerordentliche Generalversammlung abgehalten, bei der die Delegierten aus den USA, Kanada und Puerto Rico einstimmig die Nominierung annahmen. Thomas E. Gordon wurde als sechster Bischof der Orthodox Anglican Church eingesetzt.

## Institutionen
Cranmer Seminary wurde am 19. September 1971 als Ausbildungsstätte eingerichtet und 1975 Teil der Kirche. 2002 wurde die Schule in Saint Andrew's Theological College and Seminary umbenannt.  
Sitz der Kirche ist in Charlotte. Der Vorsitzende Bischof, Thomas E. Gordon ist auch Metropolit der weltweiten Orthodox Anglican Communion.